# Montseveroux
Montseveroux település Franciaországban, Isère megyében. Lakosainak száma 998 fő (2022. január 1.). Montseveroux Saint-Sorlin-de-Vienne, Bellegarde-Poussieu, Chalon, La Chapelle-de-Surieu, Cour-et-Buis, Eyzin-Pinet, Moissieu-sur-Dolon, Monsteroux-Milieu és Primarette községekkel határos.

## Népesség
A település népességének változása:
| Lakosok száma | 398  | 522  | 637  | 843  | 901  | 972  | 961  | 972  | 999  | 998  |
|               | 1968 | 1982 | 1990 | 2006 | 2011 | 2016 | 2017 | 2019 | 2020 | 2022 |